# Dimitrie Bolintineanu
Dimitrie Bolintineanu est une figure de la renaissance culturelle roumaine, poète, romancier, homme politique et traducteur. Selon les sources, il est né en janvier 1819 (ou en 1825 selon d'autres sources) à Bolintin din Vale, près de Bucarest. Son père, Enache Cosmades était un aroumain originaire de Macédoine.

## Biographie

### Débuts littéraires
Le 15 mai 1842, il débuta dans Curierul de ambe sexe [Le courrier des deux sexes], avec le poème O fată tânără pe patul morții [Une jeune fille sur le lit de mort], recommandé chaleureusement par Ion Heliade Rădulescu. En même temps qu'il collaborait à plusieurs revues, par exemple Propășirea [L'épanouissement], il poursuivit également une carrière administrative. Il adhéra à la société secrète Frația [La fraternité] aux côtés de Nicolae Bălcescu, Ion Ghica, Cezar Bolliac ou Christian Tell, ainsi qu'à la Societății literare [Société littéraire].

### Intermède français
Pour compléter sa formation, il partit étudier à Paris en 1846, suivant en particulier les cours du Collège de France. En 1847 parut son premier recueil de poésies, Colecție din poeziile domnului D. Bolintineanu [Collection de poésies de M. D. Bolintineanu]. Le 20 mars 1848, Nicolae Bălcescu réunit à Paris plusieurs amis, dont Bolintineanu : ils décidèrent de déclencher la Révolution.

### Participation à la Révolution de 1848
De retour en Roumanie, Bolintineanu prit une part active à la Révolution roumaine en tant que rédacteur de Poporul Suveran [Le peuple souverain]. Il fut arrêté avec les meneurs de la Révolution et transporté sur le Danube. Il réussit à s'évader et gagna Constantinople.

### L'exil
Les années suivantes, comme d'autres révolutionnaires roumains, il était réfugié à Paris. Il se consacra également à la rédaction de Manoil, qui est souvent considéré comme le premier roman significatif roumain, et, à Constantinople, à celle de Florile Bosforului [Les fleurs du Bosphore]. Il voyagea beaucoup : Büyükada, Palestine, Égypte, Paris, Samos, Macédoine. Par la suite, il publia régulièrement des récits de voyage, comme en 1856. Il participa à la publication en français des Principautés roumaines (1854), aida à traduire en anglais des poèmes de Vasile Alecsandri (Doine or the national Songs and Legends of Romania), enfin Manoil fut édité en 1855.

### Le retour au pays
Après neuf années d'exil, Bolintineanu revint au pays en 1857, où il s'installa à Bucarest. En 1859, il accueillit avec enthousiasme l'élection du prince Couza. Les années suivantes, il fit partie de l'entourage du prince et occupa diverses fonctions officielles : commissaire dans la commission du Danube (1860), secrétaire d'état aux affaires étrangères (1861), ministre des Cultes et de l'Instruction publique (1863). En 1864, il démissionna du gouvernement et fut nommé membre du Conseil d’État. Cette période coïncide avec une intense activité littéraire qui vit, en plus de son activité de presse, la publication de poésies, récits de voyage, romans, écrits politiques, nouvelles historiques, traductions, dont on peut citer : Elena, roman, en 1862 ou Florile Bosforului [Les fleurs du Bosphore] en 1866.

### Les dernières années
Bolintineanu a gardé de ses années d'exil des liens avec la France, où il était considéré comme un poète parnassien Il publia des poésies qu'il avait adaptées en français : Brises d'Orient. Poésies roumaines.
Toujours aussi prolifique, il se lança même dans le théâtre. Ses dernières années restèrent néanmoins marquées par la maladie et les difficultés matérielles. Des personnalités comme Grigore Grandea ou Cezar Bolliac lancèrent des appels à aider le grand écrivain. En 1871, il fut interné à l'hôpital Pantelimon, "sans vêtements". Il est mort le 20 août 1872 et fut enterré à Bolintin din Vale.

## Influence littéraire
Mircea Cărtărescu lui rendit hommage en le pastichant dans son long poème Le Levant, dont le héros se prénomme Manoil.
Andreia Roman résume efficacement sa postérité : plutôt que pour ses romans, il est aujourd'hui connu pour ses poésies patriotiques populaires, aux rythmes qu'on retient facilement.

## Liste des principales œuvres
- Colecție din poeziile domnului D. Bolintineanu [Collection de poésies de M. Dimitrie Bolintineanu], poésies, Bucarest, 1847
- Cântece și plângeri [Chants et complaintes], Jassy, 1852
- Les Principautés Roumaines, en français, ouvrage de propagande, Paris, 1854
- Manoil [Manoil], roman, Jassy, 1855
- Călătorii în Palestina și Egipt [Voyages en Palestine et en Égypte], récits de voyage, Jassy, 1856
- Călătorii pe Dunăre și în Bulgaria [Voyages sur le Danube et en Bulgarie], récits de voyage, Bucarest, 1858
- Melodii române [Mélodies roumaines], poésies, Bucarest, 1858
- Legende sau basme naționale în versuri [Légendes ou contes nationaux en vers], poésies, Bucarest, 1858
- Călătorii în Moldova [Voyages en Moldavie], récits de voyage, Bucarest, 1858
- Legende noi [Légendes nouvelles], poésies, Bucarest, 1862
- Elena [Elena], roman, Bucarest, 1862;
- Viața lui Ștefan Vodă cel Mare [La vie de Stéphane le Grand], drame historique, Bucarest, 1863
- Brises d'Orient, préface de Philarète Chasles, Paris, 1866
- Florile Bosforului [Les fleurs du Bosphore], poésies, Bucarest, 1866
- Mihai Viteazul condamnat la moarte [Michel le Brave condamné à mort], drame historique, Bucarest, 1867
- Nepăsarea de religie, de patrie și de dreptate la români [L'indifférence à la religion, la patrie et la justice chez les Roumains], essai, Bucarest, 1869
- Cleopatra, regina Egiptului [Cléopâtre, reine d'Égypte], drame historique, Bucarest, 1870
- Cuza Vodă și oamenii săi [Le prince Couza et ses hommes], mémoires, Bucarest, 1870
- Menadele [Les ménades], Bucarest, 1870
- Plângerile României [Les complaintes de la Roumanie], Bucarest, 1870[6];